# 敘永雪山關
敘永雪山關位於四川省瀘州市敘永縣，文物遺址年代判定為1916年。2012年7月16日公佈為第八批四川省文物保護單位。
雪山關位於四川省瀘州市敘永縣赤水鎮黃坪村三社，北距敘赤公路200米，建於明代洪武年間，驛石築關，東西寬約35米。雪山關地勢險要，鎖鑰滇黔，是滇黔通往川南的要隘，自古為軍事要衝，兵家必爭之地。有“當關據一夫，萬馬應裹足”之險，被譽為“蜀南第一雄關”。1916年1月，蔡鍔率護國軍第一軍二、三軍團主力，北上討袁。2月初，護國軍來到赤水河，蔡鍔翻越雪山關，於雪山關頭撰寫對聯：是甫來第一雄關，只有天在上頭，許壯士生還，將軍夜渡；作西蜀千年屏障，會當秋登絕頂，看滇池月小，黔嶺雲低。1986年，雪山關被瀘州市人民政府公佈為市級文物保護單位。